# 葛萊分多毛圓蛛
葛萊分多毛圓蛛（學名：Eriovixia gryffindori），蜘蛛目下圓蛛科（金蛛科）所屬。2015年10月，印度博物學家賈偉德·阿邁德（Javed Ahmed）等3人於印度西南部的西高止山脈（卡纳塔克邦）發現，2016年發表。由於，其外觀與小說《哈利·波特》魔法物品中的霍格沃茨魔法学校分類帽相似，因而根據「高錐客·葛來分多」予以命名。